# راسيل هنت (دراج)
راسيل هنت هو دراج كندي، ولد في 21 مارس 1911 في تورونتو في كندا، وتوفي في 30 سبتمبر 1992.

## وصلات خارجية
- راسيل هنت على موقع أوليمبيديا (الإنجليزية)